# Friedenskirche (Manching)

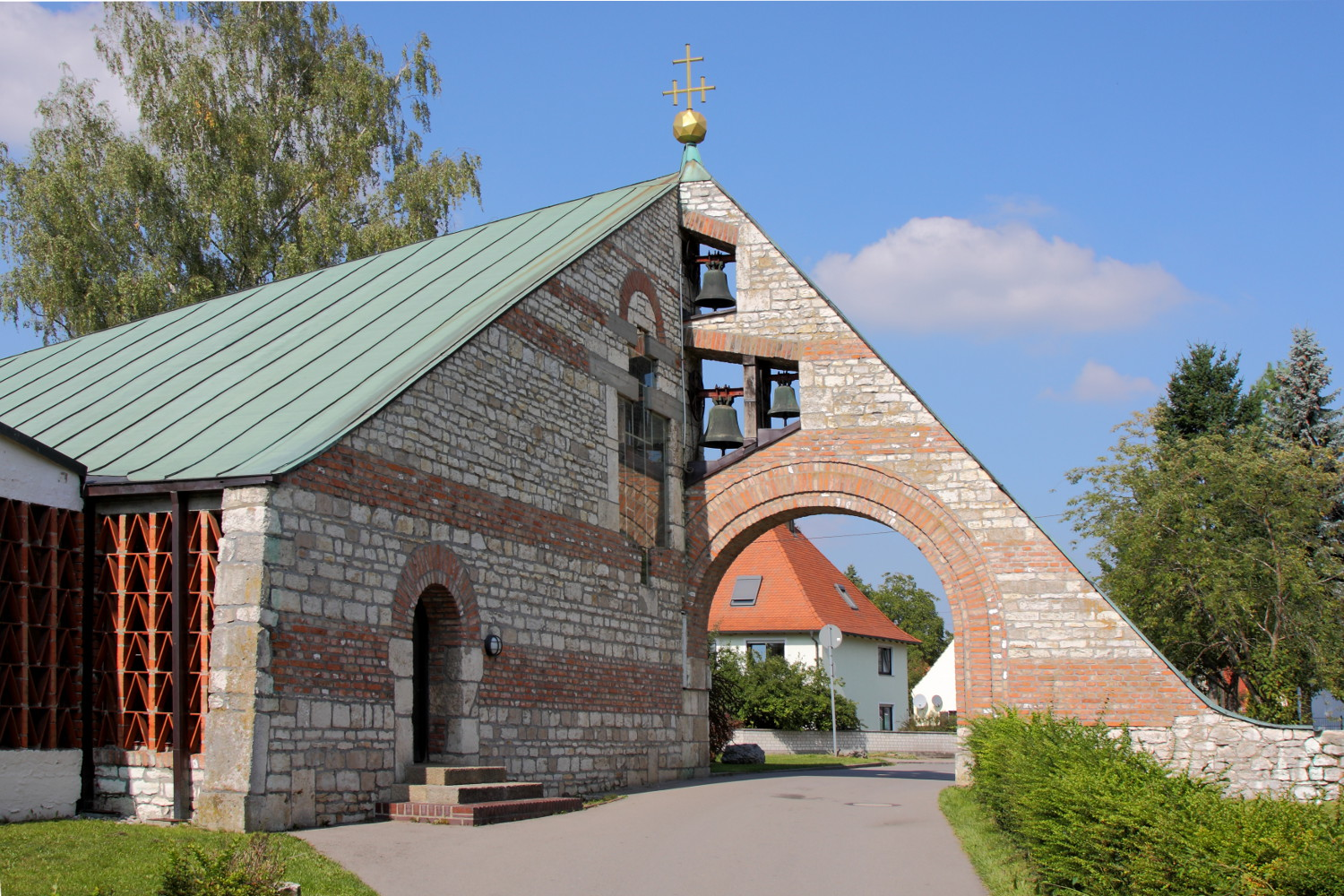
Friedenskirche in Manching

Die von 1957 bis 1958 erbaute evangelisch-lutherische Friedenskirche des Münchener Architekten und  Regierungsbaumeisters Olaf Andreas Gulbransson ist ein moderner Kirchenbau in der bayrischen Marktgemeinde Manching. Sie wurde am 20. Juli 1958 eingeweiht und im Jahr 1993 unter Denkmalschutz gestellt.
Das Gebäude gilt als ein außergewöhnliches Werk des Kirchenbauers Olaf Andreas Gulbransson. Es befindet sich am Eingang zu einem 1946 gesprengten Fort der 1875 bis 1883 errichteten Bayerischen Landesfestung Ingolstadt und ist überwiegend aus dessen Trümmersteinen und unter Einbeziehung der ehemaligen Umgrenzungsmauern des Forts errichtet worden. Dieses Fort diente während des Zweiten Weltkriegs als Militärgefängnis und war damit auch letzter Aufenthaltsort einiger zum Tode verurteilter deutscher Deserteure vor ihrer Hinrichtung. Auffällig ist, neben der Sichtbarkeit des ungewöhnlichen Baumaterials, im Norden ein asymmetrischer Dreiecksgiebel mit einem Rundbogen als Tordurchfahrt und drei in Maueröffnungen eingehängten Kirchenglocken.
2020 begann eine Sanierung, die unter anderem Bauschäden aufgrund des eingesetzten Baumaterials beseitigen und auch die Läuteanlage modernisieren soll, gleichzeitig aber den Forderungen des Denkmalschutzes gerecht werden muss.
Die Orgel ist ein Instrument von Orgelbau Schmid, transferiert aus der evangelischen Kreuzkirche in Regensburg.